# キルデアのブリギッド
キルデアの聖ブリギッド（Brigid of Kildare、Brigit、Bridget、Bridgit、Brid、Brideとも。451年頃 - 525年頃）は、アイルランドのキリスト教の修道女。ブリジッドとも。聖パトリック、聖コルンバとともにアイルランドの守護聖人。カトリック教会、聖公会、正教会で聖人。祝日は2月1日（アイルランドでは伝統として、春の最初の日とされる）。乳児、鍛冶屋、養鶏業者、私生児の守護聖人。

## 概要
言い伝えによると、ブリギッドはラウス県のダンドーク近郊で生まれた。父親は異教徒の地元首長で、母はキリスト教の洗礼を聖パトリックから受けたピクト人であった（別の説では、ブリギッドの母は海賊にさらわれてアイルランドで奴隷となったポルトガル人であるという）。ブリギッドという名前は、ケルト神話に登場する女神を意味した。468年頃にキリスト教徒となったという。彼女は敬虔で心根は優しく、慈悲を求めて父の家にやってくる貧者へ常に施しを与えた。この慈善が父親を怒らせた。彼は、娘が過剰なまでに施しをすると考えていた。ブリギッドは、牛乳、小麦粉、雑貨の他に、とうとう父の宝石をちりばめた剣をハンセン病患者へ与えてしまったのである。父親は、ブリギッドは尼僧として生きるのが適していると考えた。彼女は修道院へ入るとすぐに、アイルランド各地に修道院を建てていったという。
525年頃、ブリギッドはキルデアで亡くなった。自身が建てたキルデア修道院内に埋葬されたが、後年になってダウンパトリック (Downpatrick) にあるダウン聖堂へ移された（そこには聖パトリックと聖コルンバの墓もある）。また、3人のアイルランド貴族がブリギッドの頭蓋骨をリスボンにあるサン・ジョアン・バプティスタ教会へ持ち込んだ（現在も保存されている）。ブリギッドの献身はアイルランド中に広まり、ゲールのマリアとして知られた。彼女が亡くなって数世紀後、フォイランのようなアイルランド人宣教師らがブリギッド信仰をヨーロッパへもたらした。ベルギーのフォッス＝ラ＝ヴィル（Fosse-la-Ville、ナミュール州の村）には、サント・ブリジド礼拝堂（7世紀から10世紀）がある。
ヨーロッパ大陸におけるアイルランド 修道士およびスコットランド修道士の宣教活動に伴い、ドイツにおいても、特に西部と南部において早くから急速にこの聖人（ドイツ語では、≫Brigitte, Brigitt, Brigitta≪「ブリギッテ、ブリギット、ブリギッタ」）の崇敬が広まった。崇敬はスカンディナヴィア、フランス、イタリア、ポルトガル、さらにカナリア諸島にまで広がっていった。ドイツ西部の農村では20世紀にいたるまで家畜の守護聖人として敬われていた  。